# Acritus mandelai
Acritus mandelai är en skalbaggsart som beskrevs av Yves Gomy 2001. Acritus mandelai ingår i släktet Acritus och familjen stumpbaggar. Inga underarter finns listade i Catalogue of Life.